# الوطنية لاستصلاح وزراعة الأراضي
الشركة الوطنية لاستصلاح وزراعة الأراضي هي إحدى الشركات التابعة لجهاز مشروعات الخدمة الوطنية للقوات المسلحة أحد أجهزة وزارة الدفاع، تقوم الشركة باستصلاح وزراعة آلاف الأفدنة بمناطق شرق العوينات، الفرافرة، عين دالة اعتماداً على المياه الجوفية وفي منطقة توشكى اعتمادا على فائض مياه نهر النيل.

## مشروعات الشركة
قامت الشركة باستصلاح مئات آلاف الأفدنة في عدة مناطق كالآتي:
- شرق العوينات:
  - من عام 1999 حتى 2012 تم استصلاح 80 ألف فدان في منطقة (عوينات 1)،
  - من عام 2014 حتى نهاية عام 2022 تمت إضافة 110 آلاف فدان في المنطقة (عوينات 2) و(عوينات 3)
  - مع مخطط لاستصلاح 148 ألف فدان إضافية بنهاية عام 2024.
- الفرافرة وعين دالة
  - 20 ألف فدان في كل من الفرافرة وعين دالة.
- توشكى
  - 420 ألف فدان مستصلح.[3]